# Tyronn Lue
Tyronn Jamar Lue (Mexico, 3 maggio 1977) è un allenatore di pallacanestro ed ex cestista statunitense, di ruolo playmaker, professionista nella NBA, tecnico.dei L.A. Clippers.

## Carriera

### Allenatore
Il 23 ottobre 2009, i Boston Celtics hanno nominato Lue direttore dello sviluppo del basket. Nel luglio 2013 è entrato a far parte dello staff tecnico dei Los Angeles Clippers. Il 23 giugno 2014, Lue si è unito ai Cleveland Cavaliers come allenatore capo associato, diventando l'assistente allenatore più pagato nella NBA. Lue era stato uno dei migliori candidati per il lavoro di capo allenatore dei Cavs, che alla fine è andato a David Blatt.

#### Cleveland Cavaliers (2016-2018)
Il 22 gennaio 2016, Lue è stato nominato capo allenatore dei Cavaliers subito dopo il licenziamento di metà stagione di Blatt. Ha firmato un contratto triennale. Quella primavera Lue ha portato i Cavs a un titolo NBA. A maggio, i Cavaliers hanno sconfitto i Toronto Raptors in gara 2 delle finali della Eastern Conference, continuando la loro serie di imbattibilità nei playoff del 2016 e rendendo Lue il primo allenatore nella storia della NBA a vincere le sue prime 10 partite post-stagionali. Otto giorni dopo, Lue guidò i Cavaliers alle finali NBA, diventando uno dei pochi allenatori a raggiungere le finali dopo essere diventato capo allenatore a metà stagione. Il 19 giugno 2016, i Cavaliers hanno vinto il loro primo campionato NBA. Lue è diventato il secondo allenatore rookie in due anni a vincere il titolo, il terzo allenatore (insieme a Paul Westhead nel 1979-80 e Pat Riley nel 1981-82) a vincere un campionato dopo essere diventato capo allenatore in mezza stagione, e la 14° persona per aver vinto un campionato NBA come allenatore e come giocatore.
Nella stagione NBA 2016-17, Lue ha allenato i Cavaliers con un record di 51-31. Nei playoff, i Cavaliers sono andati 12-1 diretti alle finali NBA del 2017 prima di perdere contro i Golden State Warriors in cinque partite.
Il 19 marzo 2018, Lue ha annunciato che avrebbe preso un congedo dall'allenatore dei Cavaliers, citando il dolore toracico ricorrente. Lue è tornato ad allenare prima della fine della stagione regolare e ha aiutato i Cavaliers a raggiungere le finali NBA del 2018, dove hanno perso contro i Warriors in quattro partite.
Lo stile di coaching di Lue a Cleveland si basava sulla flessibilità e sulla coerenza di LeBron James; mescolava i giocatori intorno a James per adattarsi ai matchup. Nel 2016, la sua squadra delle finali ha seguito il progetto dei Warriors per batterli. Lo stile di Lue è stato descritto come indisciplinato e impreparato nella stagione regolare, ma nei playoff è stato elogiato per la sua capacità di "pensare a diverse mosse in anticipo e creare vantaggi di matchup". Agli ESPY Awards 2016, Lue è stato nominato miglior allenatore/manager ei Cavs sono stati nominati miglior squadra.
Il 28 ottobre 2018, i Cavaliers hanno licenziato Lue dopo un inizio di stagione 0–6.

#### Los Angeles Clippers (2019-presente)
In seguito, Lue ha lavorato in un ruolo informale con il capo allenatore Doc Rivers dei Los Angeles Clippers. Prima della stagione 2019-20, Lue è stato nominato assistente allenatore principale nello staff di Rivers.
Il 20 ottobre 2020, Lue è stato promosso a capo allenatore.

## Statistiche Giocatore

### College
| Anno      | Squadra         | PG | PT | MP   | TC%  | 3P%  | TL%  | RP  | AP  | PRP | SP  | PP   |
| --------- | --------------- | -- | -- | ---- | ---- | ---- | ---- | --- | --- | --- | --- | ---- |
| 1995-1996 | UNL Cornhuskers | 35 | 34 | 29,5 | 45,3 | 32,8 | 68,8 | 3,0 | 4,1 | 1,4 | 0,1 | 8,5  |
| 1996-1997 | UNL Cornhuskers | 32 | 30 | 35,9 | 45,2 | 34,3 | 81,3 | 2,9 | 4,3 | 1,3 | 0,0 | 18,8 |
| 1997-1998 | UNL Cornhuskers | 32 | 32 | 35,9 | 43,9 | 37,3 | 82,8 | 4,3 | 4,8 | 2,0 | 0,1 | 21,2 |
| Carriera  | Carriera        | 99 | 96 | 33,7 | 44,6 | 35,6 | 78,8 | 3,4 | 4,4 | 1,6 | 0,1 | 15,9 |

### NBA

#### Regular Season
| Anno       | Squadra          | PG  | PT  | MP   | TC%  | 3P%  | TL%  | RP  | AP  | PRP | SP  | PP   |
| ---------- | ---------------- | --- | --- | ---- | ---- | ---- | ---- | --- | --- | --- | --- | ---- |
| 1998-1999  | L.A. Lakers      | 15  | 0   | 12,5 | 43,1 | 43,8 | 57,1 | 0,4 | 1,7 | 0,3 | 0,0 | 5,0  |
| 1999-2000† | L.A. Lakers      | 8   | 0   | 18,3 | 48,7 | 50,0 | 75,0 | 1,5 | 2,1 | 0,4 | 0,0 | 6,0  |
| 2000-2001† | L.A. Lakers      | 38  | 1   | 12,3 | 42,7 | 32,4 | 79,2 | 0,8 | 1,2 | 0,5 | 0,0 | 3,4  |
| 2001-2002  | Wash. Wizards    | 71  | 0   | 20,5 | 42,7 | 44,7 | 76,2 | 1,7 | 3,5 | 0,7 | 0,0 | 7,8  |
| 2002-2003  | Wash. Wizards    | 75  | 24  | 26,5 | 43,3 | 34,1 | 87,5 | 2,0 | 3,5 | 0,6 | 0,0 | 8,6  |
| 2003-2004  | Orlando Magic    | 76  | 69  | 30,7 | 43,3 | 38,3 | 77,1 | 2,5 | 4,2 | 0,8 | 0,1 | 10,5 |
| 2004-2005  | Houston Rockets  | 21  | 3   | 22,8 | 39,3 | 33,3 | 77,8 | 1,9 | 2,8 | 0,4 | 0,0 | 6,0  |
| 2004-2005  | Atlanta Hawks    | 49  | 46  | 31,2 | 46,4 | 36,4 | 87,1 | 2,2 | 5,4 | 0,5 | 0,0 | 13,5 |
| 2005-2006  | Atlanta Hawks    | 51  | 10  | 24,2 | 45,9 | 45,7 | 85,5 | 1,6 | 3,1 | 0,5 | 0,1 | 11,0 |
| 2006-2007  | Atlanta Hawks    | 56  | 17  | 26,6 | 41,6 | 34,8 | 88,3 | 1,9 | 3,6 | 0,4 | 0,0 | 11,4 |
| 2007-2008  | Atlanta Hawks    | 33  | 3   | 17,1 | 43,9 | 43,5 | 85,7 | 1,2 | 1,8 | 0,3 | 0,0 | 6,8  |
| 2007-2008  | Dallas Mavericks | 17  | 0   | 10,1 | 47,4 | 52,9 | 25,0 | 0,8 | 0,9 | 0,0 | 0,1 | 3,8  |
| 2008-2009  | Milwaukee Bucks  | 30  | 0   | 13,1 | 45,4 | 46,7 | 75,0 | 1,2 | 1,5 | 0,2 | 0,0 | 4,7  |
| 2008-2009  | Orlando Magic    | 14  | 0   | 9,2  | 39,5 | 35,3 | 66,7 | 0,8 | 1,0 | 0,1 | 0,0 | 3,0  |
| Carriera   | Carriera         | 554 | 173 | 22,7 | 43,7 | 39,1 | 82,9 | 1,7 | 3,1 | 0,5 | 0,0 | 8,5  |

#### Playoffs
| Anno     | Squadra          | PG | PT | MP   | TC%  | 3P%  | TL%  | RP  | AP  | PRP | SP  | PP  |
| -------- | ---------------- | -- | -- | ---- | ---- | ---- | ---- | --- | --- | --- | --- | --- |
| 1999     | L.A. Lakers      | 3  | 0  | 11,0 | 41,2 | 0,0  | -    | 0,7 | 2,0 | 0,7 | 0,0 | 4,7 |
| 2001†    | L.A. Lakers      | 15 | 0  | 8,7  | 34,5 | 38,5 | 80,0 | 0,7 | 0,7 | 0,8 | 0,1 | 1,9 |
| 2008     | Dallas Mavericks | 2  | 0  | 1,0  | 0,0  | -    | -    | 0,5 | 0,5 | 0,0 | 0,0 | 0,0 |
| 2009     | Orlando Magic    | 1  | 0  | 4,0  | 100  | 100  | -    | 0,0 | 0,0 | 0,0 | 0,0 | 5,0 |
| Carriera | Carriera         | 21 | 0  | 8,1  | 38,8 | 37,5 | 80,0 | 0,6 | 0,8 | 0,7 | 0,0 | 2,3 |

## Statistiche Allenatore
| Stagione | Squadra             | Regular Season | Regular Season | Regular Season | Regular Season | Regular Season         | Post Season                                        |
| Stagione | Squadra             | V              | P              | % V            | G              | Posizione finale       | Post Season                                        |
| -------- | ------------------- | -------------- | -------------- | -------------- | -------------- | ---------------------- | -------------------------------------------------- |
| 2015-16  | Cleveland Cavaliers | 27             | 14             | 65,9           | 41             | 1º in Central Division | Campione NBA                                       |
| 2016-17  | Cleveland Cavaliers | 51             | 31             | 62,2           | 82             | 1º in Central Division | Sconfitto alle NBA Finals dai Warriors (1-4)       |
| 2017-18  | Cleveland Cavaliers | 50             | 32             | 61,0           | 82             | 1º in Central Division | Sconfitto alle NBA Finals dai Warriors (0-4)       |
| 2018-19  | Cleveland Cavaliers | 0              | 6              | 0,0            | 6              | -                      | -                                                  |
| 2020-21  | L.A. Clippers       | 47             | 25             | 65,3           | 72             | 2º in Pacific Division | Sconfitto alle Finali di Conference dai Suns (2-4) |
| 2021-22  | L.A. Clippers       | 42             | 40             | 51,2           | 82             | 3º in Pacific Division | Manca i playoff                                    |
| 2022-23  | L.A. Clippers       | 44             | 38             | 53,7           | 82             | 3º in Pacific Division | Sconfitto al Primo Round dai Suns (1-4)            |
| 2023-24  | L.A. Clippers       | 51             | 31             | 62,2           | 82             | 1º in Pacific Division | Sconfitto al Primo Round dai Mavericks (2-4)       |
| 2024-25  | L.A. Clippers       | 50             | 32             | 61,0           | 82             | 2º in Pacific Division | Sconfitto al Primo Round dai Nuggets (3-4)         |
|          | Carriera            | 362            | 249            | 53,6           | 610            |                        |                                                    |

## Palmarès

### Giocatore
- Campione NIT (1996)
- Campionato NBA: 2

Los Angeles Lakers: 2000, 2001

### Allenatore
- Campionato NBA: 1

Cleveland Cavaliers: 2016